# ورديات
الورديات هي رتبة نباتية من ذوات الفلقتين من أهم فصائلها الفصيلة الوردية التي تضم عدة أجناس أشجار وشجيرات و جنبات وأعشاب. و معظمها ينمو في المناطق الباردة.